# 黑短鰓燈魚
黑短鰓灯鱼（学名：Nannobrachium atrum）为輻鰭魚綱燈籠魚目灯笼鱼科的其中一種。分布于全球三大洋海域，為深海魚類，棲息深度60-1100公尺，體長可達14公分。

## 外部連結
黑珍灯鱼的圖片 （页面存档备份，存于）